# Айкікай
Фонд Айкікай — організація з вивчення і популяризації айкідо, створена безпосередньо Моріхеем Уесібою і офіційно визнана урядом Японії в 1940 році.
Протягом декількох десятків років саме розуміння айкідо як бойового мистецтва істотно переосмислювалося самим засновником Моріхеєм Уесібою. Це призвело до того, що в різний час деякі з його учнів засновували власні напрями, які відображали саме те айкідо, яке їх Учитель викладав у той чи інший період свого життя. Також багато стилів айкідо були створені майстрами, що безпосередньо не навчалися в Уесіби, як під час його життя, так і після його смерті. Оскільки «Фонд Айкікай» організував безпосередньо сам Уесіба, який до своєї смерті і очолював його, то Айкідо Айкікай вважається офіційним спадкоємцем цього бойового мистецтва і максимально наближений саме до того айкідо, яке О-Сенсей викладав в свої останні роки.
Основа Айкікай — Всесвітня штаб-квартира (Хомбу) Айкідо в Токіо, головна організація, що займається популяризацією та розвитком Айкідо в усьому світі. Інструктори Хомбу додзе відвідують різні країни Північної і Південної Америки, Європи, Африки та Азії. Незалежно від расової і національної приналежності, в усьому світі займається понад 1,2 млн людей з 80 країн. І з кожним роком кількість їх збільшується завдяки тому, що Айкідо користується все більшою популярністю.

## Айкідо Айкікай в Україні
- Українська Федерація Айкікай Айкідо [Архівовано 13 січня 2016 у Wayback Machine.]
- Львівська Федерація Айкідо Айкікай (м. Львів) [Архівовано 11 жовтня 2013 у Wayback Machine.]
- Клуб бойових мистецтв «Тора-Кай» [Архівовано 21 травня 2016 у Wayback Machine.]
- Обласна Федерація Айкідо Айкикай «Саторі» (м. Дніпропетровськ) [Архівовано 2 квітня 2015 у Wayback Machine.]
- Айкі — клуб «НАГАРЕ» [Архівовано 30 серпня 2016 у Wayback Machine.]
- Одеська Федерація Айкікай Айкідо [Архівовано 23 січня 2017 у Wayback Machine.]
- Тернопільський клуб Айкідо Айкікай (м.Тернопіль)